# トゥモロー・ネバー・ダイ
『トゥモロー・ネバー・ダイ』（原題: Tomorrow Never Dies）は、ロジャー・スポティスウッド監督の1997年のスパイアクション映画。映画「ジェームズ・ボンド」シリーズ第18作。米国では『ゴールデンアイ』の収益を上回り、1997年の映画の世界興行成績で、第4位を記録した。

## ストーリー
イギリス諜報部MI6はロシア当局と合同で、ロシア国境における武器取引マーケットの調査を行っていた。侵入したボンド（ピアース・ブロスナン）の撮影した映像から、大量の武器と日本人テロリストの磯倉聡やアメリカ人のテロリストのヘンリー・グプタ（リッキー・ジェイ）をはじめとする危険人物が集まっていることを確認したMI6は、ロシア側の合意により、取引現場を破壊すべくイギリス海軍艦艇から巡航ミサイルを発射する。ところが、市場の商品の中に核魚雷があることが判明、ミサイルはすでに母艦から距離が離れすぎていたため自爆指令電波が届かず、ボンドには退避命令が出される。だが、ボンドは命令を無視して核魚雷を搭載した攻撃機もろとも確保して飛び去り、直後にミサイルが取引現場を破壊した。チェルノブイリ以上の核汚染は阻止されたが、この代償として現場にいた危険人物の1人、ヘンリー・グプタは逃走してしまう。
その後、南シナ海の中華人民共和国の沿岸の「公海上」を航行していたイギリス海軍の23型フリゲート「HMSデヴォンシャー」が、中国人民解放軍空軍のミグ戦闘機による領海侵犯の警告を受け、謎のステルス艦によって海中からの攻撃を受け沈没した。ステルス艦は中国軍のミグ戦闘機も撃墜した上に、脱出したフリゲート艦の乗組員たちを「中国製の銃」を使って皆殺しにした。
HMSデヴォンシャーは実際には中華人民共和国の領海内を航行していたが、なぜか艦内のレーダーには領海から離れた公海上を航行していると表示されていた。また同時にシンガポールのMI6支局は、不可思議なGPS電波が発信されていたことを掴んでいた。さらに、HMSデヴォンシャーからの「公海上で中国人民解放軍空軍機の魚雷攻撃を受け撃沈された」との電文を受けたばかりのイギリス海軍本部・国防省とM（ジュディ・デンチ）、および首相らが事実関係の確認に追われている最中にもかかわらず、なぜかエリオット・カーヴァー（ジョナサン・プライス）率いるメディア・コングロマリット「カーヴァー・メディア・インターナショナル」が発行するイギリスの新聞「トゥモロー」上に、「公海上を航行するイギリス海軍艦と中国人民解放軍のミグ戦闘機が交戦し、イギリス海軍艦が撃沈され乗組員が虐殺された」という記事が掲載される。
「トゥモロー」が伝えるHMSデヴォンシャーの「公海上」での撃沈と乗組員の虐殺に激怒した国防大臣は、イギリス海軍艦隊の中華人民共和国への派遣を命じるものの、「トゥモロー」の早すぎる記事の掲載と不可思議なGPS電波の発信に疑問を抱いたMはこれに反論する。これを受けて国防大臣は、艦隊が現場海域に着くまでの48時間を保留期間とし、事実関係の調査を命じた。Mはボンドをカーヴァー主催のパーティーが行われるハンブルクに派遣する。現地空港でQ（デスモンド・リュウェリン）からボンドカーを受け取ったボンドは、銀行員を装ってパーティー会場に潜入し、カーヴァーのみならず、かつて関係を持っていたカーヴァー夫人パリス（テリー・ハッチャー）に近付く。ボンドとパリスが親しげに言葉を交わすのを見たカーヴァーは、配下のスタンパー（ゲッツ・オットー）に命じてボンドを別室で痛めつけさせる。しかし警備員たちを返り討ちにしたボンドが会場の電源を落とし、カーヴァーのスピーチは台無しになる。カーヴァーはボンドとパリスの会話やボンドの偽装身分を調べ、彼が政府系のエージェントであることに気付く。
宿泊先のホテル・アトランティークを訪ねてきたパリスから情報を得たボンドは、カーヴァーのハンブルク本部ビルの最上階に侵入し、実はカーヴァーに雇われていたグプタの部屋からレーダーの座標を狂わせるGPS暗号機を奪う。その場を脱出しようとしたボンドは、パーティーの席で新華社通信の記者と名乗っていた中華人民共和国国外安保隊員ウェイ・リン（ミシェル・ヨー）と鉢合わせする。侵入者に気付いた警備員たちから追われた末に、二人は別々に脱出する。カーヴァーの逆鱗に触れたパリスは、カーヴァーに依頼された殺し屋でスタンパーの師匠でもあるDr.カウフマン（ヴィンセント・スキャベリ）によって、ホテル・アトランティークで殺されてしまう。ボンドはカーヴァーからの電話で示唆されたホテルの部屋でパリスの遺体と対面を果たし、カウフマンに心中を装って殺されそうになるが、一瞬の隙を突いてカウフマンを倒す。その後カーヴァーの部下たちに追われるが、ボンドカーを駆使したカーチェイスの末に脱出した。
ボンドは沖縄県のアメリカ軍基地に飛び、CIAのジャック・ウェイド（ジョー・ドン・ベイカー）の協力で、デヴォンシャーが沈んでいることが判明した南シナ海へ向かう。公海上空から単身降下したボンドはベトナム領海内の海底にデヴォンデャーを発見、その喫水下には魚雷の爆発ではなくカッターで切り取られた孔が開き、艦内のミサイル庫からは巡航ミサイル一発が消えていた。ボンドはやはり艦内を調べに来たウェイと再会するが、海溝に落ちつつある艦から出て浮上した二人はカーヴァーの手下に捕らえられて、ベトナムのサイゴンにあるカーヴァー・メディア・インターナショナルの支局に連行されてしまう。そこで中国軍のチャン将軍と組んでいたカーヴァーの口から、偽のGPS電波でHMSデヴォンシャーを中華人民共和国の領海におびき寄せた上に、HMSデヴォンシャーと中国人民解放軍のミグ戦闘機を自らが所有するステルス艦によって沈没・墜落させたこと、さらにステルス艦からデヴォンシャーから盗み出した巡航ミサイルを用いて北京を攻撃し、情報操作で両国間の戦争を演出して大きな利益を得る計画が語られる。
何とかカーヴァーの元から脱出し、チャン将軍からの刺客も退けた二人は、イギリス海軍と中国海軍が対峙する南シナ海へ向かい、両者の間に潜入しようするカーヴァーのステルス艦に乗り移る。二人は外板に爆弾を仕掛けようとするが、発見されてウェイが捕まってしまう。しかしボンドが艦の内側で爆発を起こして外板を破損させたことで、英海軍23型フリゲート「HMSベッドフォード」はステルス艦を捕捉し、同じく捕捉した中国軍の了解のもとで砲撃を開始。ボンドは乗組員との銃撃戦の後、逃亡しようとしていたカーヴァーをステルス艦に搭載されていた水中カッターで押し潰して殺害する。そして、ウェイを人質にとったスタンパーの抵抗を制し、デヴォンシャーから盗み出された巡航ミサイルに爆弾を仕掛けることに成功。スタンパーごと巡航ミサイルとステルス艦を爆破し、ウェイを救い出した。報告を受けたMは、「カーヴァーは所有する船で航行中に行方不明となり、自殺である模様」と情報操作するよう手配するのであった。

## スタッフ
- 監督 - ロジャー・スポティスウッド
- 製作 - マイケル・G・ウィルソン、バーバラ・ブロッコリ
- 脚本 - ブルース・フィアスティン
- 音楽 - デヴィッド・アーノルド
- 主題歌 「トゥモロー・ネヴァー・ダイ」 - シェリル・クロウ
- エンディング・テーマ 「サレンダー」 - k.d.ラング
- 撮影 - ロバート・エルスウィット
- 編集 - マイケル・アルカン、ドミニク・フォーティン
- プロダクション・デザイン - アラン・キャメロン
- 特殊効果 - クリス・コーボルド
- メインタイトル・デザイン - ダニエル・クラインマン
- 日本語字幕 - 戸田奈津子[5]

## キャスト

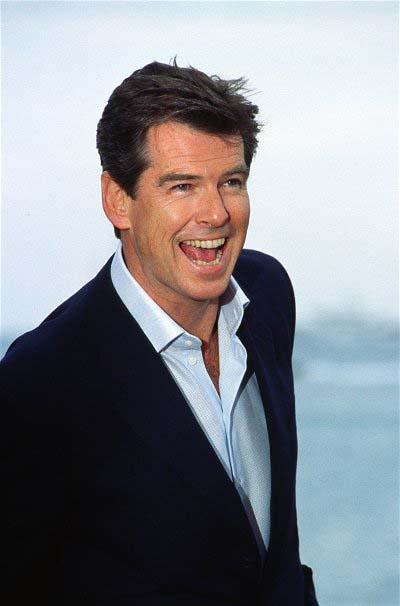
主人公のピアース・ブロスナン
（2002年撮影）

- ジェームズ・ボンド - ピアース・ブロスナン

主人公。冒頭で武器取引マーケットに潜入し、退避命令を無視して核魚雷を搭載した攻撃機を強奪することで、巡航ミサイル攻撃による核汚染を阻止する。その後デヴォンシャーの撃沈を受けたMからの指令で事実関係の調査に赴き、ウェイと共にカーヴァ―の野望を止めるべく立ち向かっていく。
- エリオット・カーヴァー - ジョナサン・プライス

本作の悪役。イギリスの新聞「トゥモロー」を始め、放送事業や雑誌など幅広いメディア事業を展開する「カーヴァー・メディア・インターナショナル」の総帥を務めるメディア王。
中国のチャン将軍と組んでステルス艦を建造し、グプタに命じてGPS暗号機でデヴォンシャーを中国の領海に誘導すると、ステルス艦によってデヴォンシャーと領海侵犯を警告する中国空軍のミグ戦闘機の双方を攻撃。更には自らのメディアを使って情報操作を行うことでイギリス・中国間に戦争を起こさせ、チャン将軍が政権を掌握した後の中国における放送権を獲得することを目論む。
- ウェイ・リン（英語版） - ミシェル・ヨー

本作のボンドガール。中国の諜報部員。ストーリー後半からボンドの協力者となる。
- パリス・カーヴァー - テリー・ハッチャー

カーヴァー夫人。かつてボンドと関係を持ち、彼が情報部員であることも知っている。このため、カーヴァーに盗聴されているとは知らないままボンドに発した、「今も寝る時に枕の下に銃を置いてるの？」の一言が命取りとなって、カーヴァーから殺害命令を受けたDr.カウフマンによって殺された。
- ヘンリー・グプタ - リッキー・ジェイ

国際テロリストとして知られるアメリカ人エンジニア。彼が冒頭の武器取引マーケットでボンドが核汚染を防ぐべく起こした騒ぎの中で危険を感じ、取引されていたGPS暗号機を所持したまま車を強奪してまで脱出し、巡航ミサイルが着弾するより前に現場から逃亡して生き残ったことが、その時点でのボンドやMが全く予期していなかった新たなる危機を招く。
- リチャード・スタンパー - ゲッツ・オットー

カーヴァー配下のドイツ人戦闘員。Dr.カウフマンの弟子で戦闘能力に優れ、冷血な殺人も次々と行う。英国艦デヴォンシャー沈没の際には、海上に脱出した乗組員を多数射殺。さらに、カーヴァーの計画を邪魔するボンドたちも殺そうとする。ちなみに本人曰くDr.カウフマンの拷問法も会得しており、捕えられたボンドたちに拷問器具を見せ、犠牲者を責め殺すまでにかける時間の長さについて「いつかは、カウフマンの記録を越えたいものだ」と豪語した。
- Dr.カウフマン - ヴィンセント・スキャベリ

カーヴァーが雇った暗殺者。法医学の権威で、拷問の技術にも長けているという。パリス殺しをボンドの仕業に見せかけようと偽装工作を企むが、ボンドが携帯電話で作り出した隙を突かれて返り討ちにされる。
- ジャック・ウェイド - ジョー・ドン・ベイカー

CIAのエージェント。南シナ海へ向かうボンドを支援する。
- M - ジュディ・デンチ
- Q - デスモンド・リュウェリン

ハンブルク空港のレンタカー会社カウンターでボンドを出迎え、彼にボンドカーを引き渡した。
- マネーペニー - サマンサ・ボンド
- チャールズ・ロビンソン - コリン・サーモン

Mの幕僚。
- ローバック提督 - ジョフレー・パーマー（英語版）

Mとともに指揮所で事態解決に当たるが、彼女に比べて早急な手段を選びがちな傾向にあり、冒頭では彼がロシア側の合意を得る形で決断した巡航ミサイル攻撃が「チェルノブイリ以上の核汚染災害」を起こす危険を招き、ボンドの独断行動に救われる形となってしまった。
- 国防大臣 - ジュリアン・フェロウズ
- ブリカン将軍 - テレンス・リグビー
- グリーンウォルト博士 - コリン・スティントン
- インガ・バーグストーム教授 - セシリア・トムセン

冒頭、オックスフォードでボンドにデンマーク語を「教授」する。
- チャン将軍 - フィリップ・コク

カーヴァーと共謀関係にある中国人民解放軍の将軍。カーヴァーの計画では中国当局がイギリスとの全面戦争の危機に備えて、北京にて政府と軍部の有力者たちによる緊急会議を行うところを、会議場がカーヴァーのステルス艦が発射した「デヴォンシャーから盗まれた巡航ミサイル」によって破壊されて有力者たちが死亡する中、チャン将軍だけは車で移動中に「運悪く」渋滞に巻き込まれ、ミサイル着弾時にはまだ到着していなかったので「運良く」生き残ったことで「国家の指揮権を有する人間が、彼の他に誰もいなくなった」という形で政権を握るとのこと。
- ケリー提督 - マイケル・バーン

南シナ海へ派遣されたイギリス艦隊の指揮官。

## 主題歌
アメリカの女性シンガー、シェリル・クロウが起用され、同タイトル曲を歌った。イギリスの「ミュージック・ウィーク」誌では、最高位12位を獲得した。さらに、同サウンドトラック・アルバムに収録されたMoby演奏のテーマ曲"James Bond Theme"が、「ミュージック・ウィーク」誌で、最高位8位を獲得しているが、アメリカでは、どちらもチャート入りを果たせなかった。なお、同サウンドトラック・アルバムは、アメリカの「ビルボード」誌アルバム・チャートでは、最高位197位だった。
また、主題歌候補としてパルプが「トゥモロー・ネバー・ライ」を歌っているが選考で敗れた。

## 映画評
映画の評判はまちまちで、映画レビューコレクションのウェブサイトである「Rotten Tomatoes」は58％の評価を、類似のサイト「Metacritic」は52％の評価を付けた。「CinemaScore」によって実施された投票では、映画に「A +からF」のスケールで「A-」の平均等級を与えられた。
『シカゴ・サンタイムズ』上でロジャー・エバートは4つ星中の3つ星を与え、「いつもよりも少し現代的でもっともらしい」悪役が登場したことが、「この映画の風刺をいつもよりも巧妙なものにした」と評した。評論家ジェームス・ベラーディネリは「ここ何年もの間で最高のボンド映画」とし、ブロスナンについて「柔らかな自信を持ち、ショーン・コネリーに非常に似ている。」と記述した。一方で、ロサンゼルス・タイムズのケネス・トゥランは、この映画は「以前のボンド映画とはほとんど変わらない」と批判し、評論家Charles Taylorは、サイトSalon.comにこの映画は「無機質なもの」であると書いた。
シェリル・クロウが歌ったタイトル曲は、ゴールデン・グローブ賞「ベストオリジナルソング–映画」と、「映画またはテレビのために特別に書かれたベストソング」のグラミー賞にノミネートされた。また、この映画は、サターン賞で4つのノミネートを受けた。

## 概要
- 本作は1996年に逝去した映画シリーズの生みの親、アルバート・R・ブロッコリに捧げられている。そのため、前作まではオープニング・クレジットには「Albert R. Broccoli presents」としか入っていなかったが、本作以後の作品には、シリーズに対しての貢献を称え「アルバート・R・ブロッコリのイーオン・プロダクションズ提供」（Albert R. Broccoli's EON Productions Limited presents）と入るようになった。
- 悪役にジョナサン・プライスを起用している。作中のメディア王エリオット・カーヴァーは、イギリスのメディア王でヨットから転落し水死したロバート・マクスウェルをモデルにしていると思われるが、そのライバルで同じく実在のメディア王ルパート・マードックを皮肉った部分もある[7][8]。
- 冒頭の軍需品の密取引バザールのシーンで、日本の有名カルト教団の幹部をモチーフにした日本人の武器バイヤー（役名 - サトシ・イサグラ。キャストはカーン・ボンフィルス）が登場する。彼は映画ではモニター上の写真のみの登場であるが[9]、プレイステーションのゲーム版で中ボスである。イサグラは当時「東京の毒ガステロ事件により指名手配されている」と説明されているが、現実では2012年6月に、カルト教団関連の指名手配容疑者は全員逮捕されている。
- 通常、核兵器は外部から圧力や熱を受けても爆発（核分裂）しないようになっている。作中では核魚雷が破壊された場合に、プルトニウムが飛散することによる核汚染が危惧されていた。
- 南シナ海のアメリカ軍基地にてGPSを確認するシーンの地図では沖縄の真南に台湾島があり、中国大陸の上海は沖縄の真西に位置している。
- 前作『ゴールデンアイ』に続いてCIA情報員ジャック・ウェイド役を演じたジョー・ドン・ベイカーは、『007/リビング・デイライツ』では敵役の武器商人の「ブラッド・ウィティカー」を演じていた。
- 1997年9月1日、ダイアナ元王太子妃と交際相手のドディ・アルファイドが、本作を撮影中のパインウッド・スタジオを見学に訪れることになっていた。ドディと本作のプロデューサーのバーバラ・ブロッコリが幼馴染だったため、バーバラがドディとダイアナ元妃を招待したのだが、二人はその前日の8月31日、パリで事故死した。2008年3月13日、ロンドンの高等法院で行われていたダイアナ元妃の死因究明審問で、バーバラ・ブロッコリが明らかにした[10][11]。
- パリス・カーヴァー役の女優テリー・ハッチャーは当時妊娠中で、撮影は彼女の体調を考慮して彼女の出演するシーンを先に終了させていた。

## 日本語吹替
| 役名                     | 俳優                           | 日本語吹替 | 日本語吹替   | 日本語吹替   |
| 役名                     | 俳優                           | ソフト版   | フジテレビ版 | テレビ朝日版 |
| ------------------------ | ------------------------------ | ---------- | ------------ | ------------ |
| ボンド                   | ピアース・ブロスナン           | 神谷明     | 江原正士     | 田中秀幸     |
| エリオット・カーヴァー   | ジョナサン・プライス           | 谷口節     | 小川真司     | 羽佐間道夫   |
| ウェイ・リン             | ミシェル・ヨー                 | 松熊明子   | 佐々木優子   | 深見梨加     |
| パリス・カーヴァー       | テリー・ハッチャー             | 相沢恵子   | 田中敦子     | 渡辺美佐     |
| グプタ                   | リッキー・ジェイ               | 島香裕     | 宝亀克寿     | 辻親八       |
| ローバック               | ジョフレー・パーマー           | 筈見純     | 藤本譲       | 藤本譲       |
| M                        | ジュディ・デンチ               | 此島愛子   | 谷育子       | 沢田敏子     |
| マネーペニー             | サマンサ・ボンド               | 加藤優子   | 宮寺智子     | 佐藤しのぶ   |
| Q                        | デスモンド・リュウェリン       | 田口昂     | 北村弘一     | 北村弘一     |
| スタンパー               | ゲッツ・オットー               | 諸角憲一   | 谷口節       | 中田和宏     |
| カウフマン               | ヴィンセント・スキャベリ       | 稲葉実     | 青野武       | 千田光男     |
| ウェイド                 | ジョー・ドン・ベイカー         | 大川透     | 内海賢二     | 池田勝       |
| ロビンソン               | コリン・サーモン               | 水野龍司   | 山野井仁     | 青山穣       |
| 国防長官                 | ジュリアン・フェロウズ         | 稲葉実     | 小島敏彦     | 仲野裕       |
| デイブ・グリーンウォルト | コリン・スティントン           | 中博史     | 牛山茂       | 内田直哉     |
| インガ・バーグストロム   | セシル・トムセン               | 幸田夏穂   | 鈴鹿千春     |              |
| ステルス艦艦長           | マーク・スポルディング         | 稲葉実     | 佐々木梅治   | 大川透       |
| チェスター艦長           | ブルース・アレクサンダー       | 稲葉実     | 小島敏彦     | 水野龍司     |
| リチャード・デイ         | クリストファー・ボーエン       | 大川透     | 金尾哲夫     | 仲野裕       |
| ピーター・ヒューム       | アンドリュー・ホーキンス       | 伊藤栄次   | 内田直哉     | 内田直哉     |
| ブカーリン               | テレンス・リグビー             | 中博史     | 稲葉実       | 稲葉実       |
| ケリー提督               | マイケル・バーン               | 田口昂     | 稲葉実       | 仲野裕       |
| ジェフ・ホッブズ         | ヒューゴ・ネイピア             | 水野龍司   | 小室正幸     | 池田勝       |
| 軍曹                     | アル・マシューズ               | 青山穣     | 斎藤志郎     | 後藤哲夫     |
| 大佐                     | ピップ・トレンス               | 水野龍司   | 中田和宏     | 池田勝       |
| エイビスレンタカー係員   | アンチェ・シュミット           | 幸田夏穂   | 木藤聡子     | 斎藤恵理     |
| アシスタント             | ウィリアム・スコット・マッソン | 大川透     | 古田信幸     | 後藤敦       |
| 兵装士官                 | アンソニー・グリーン           | 高瀬右光   | 山野井仁     | 古田信幸     |
| デボンシャーの船員       | ドミニク・ショーン             |            | 樫井笙人     |              |
| カーヴァーの手下         | ニール・フィネガン             | 大川透     | 北川勝博     | 木村雅史     |
| レーダー兵               | アダム・ベイカー               | 堀川仁     | 高瀬右光     | 樫井笙人     |
| ミグパイロット           | ビンセント・ウォン             | 田口昂     | 田尻ひろゆき | 清水敏孝     |
| 広報係                   | ダフネ・デッカーズ             | 幸田夏穂   | 鈴鹿千春     | 藤貴子       |
| 水兵                     | ジェラルド・バトラー           |            | 古田信幸     | 鈴木正和     |
| BMW750iLのコンピューター | BMW750iLのコンピューター       | 加藤優子   | 小野未喜     |              |
| 空港アナウンス           | 空港アナウンス                 | 青山穣     | 吉田孝       |              |

※キングレコードから発売の特別版DVDにはフジテレビ版とテレビ朝日版の2バージョンの吹替を収録
- ソフト版

演出 - 福永莞爾、翻訳 - 岸田恵子、編集 - オムニバス・ジャパン、調整 - 高久孝雄、製作 - 東北新社
- フジテレビ版 - 初回放送2001年7月7日21:00-23:19 『ゴールデン洋画劇場』（本編119分中正味114分）

演出 - 伊達康将、翻訳 - 松崎広幸、調整 - 荒井孝、プロデューサー - 前田久閑（フジテレビ）、製作 - 東北新社
- テレビ朝日版 - 初回放送2002年9月29日21:00-22:54 『日曜洋画劇場』（初回放送版とリピート放送で追加されたバイクシーンを合わせて本編119分中正味100分）

演出 - 伊達康将、翻訳 - 平田勝茂、効果 - リレーション、調整 - 高久孝雄、製作 - 東北新社

## ノベライズ
- レイモンド・ベンソン 著、玉木亨 訳『トゥモロー・ネバー・ダイ』角川書店、1998年2月。ISBN 9784042767015。
- Benson, Raymond (1977-11-06) (英語). Tomorrow Never Dies. Coronet Books. ISBN 9780340707425

## その他
- 本作の中盤で、ボンドの愛用銃がワルサーPPKからワルサーP99へ替わった。
- スイスの腕時計メーカーの「シーマスター ダイバー 300M」を着用[14]。劇中のシーマスターは、ウェイ・リンのアジトで入手したもので、彼女の言葉から中国情報部が改良を加えたものと考えられる。手榴弾を遠隔操作で起爆するのに、特殊機能が使用された[15][16][17]。
- ボンドカーとしてBMW・750iLが使用された。携帯電話を使った遠隔操縦・防弾ガラス・防弾ボディ・サンルーフミサイル・エンブレムカッター・リヤまきびし・パンク復旧装置・盗難防止装置・貴重品収納庫などの特殊装備がフルに活用されている。このボンドカーはエイビスのレンタカーを装ってボンドに引き渡され、ハンブルク都心の立体駐車場でカーチェイスを繰り広げた挙句に、エイビスの営業所に突っ込んでしまった。
- ボンドのバイクアクションシーンでもBMWが使用された。
- 合わせて三隻の23型フリゲートが登場するが、艦名はいずれも架空のものである。また、劇中では巡航ミサイルの搭載・運用能力を有しているように描かれているが、実際の23型フリゲートは巡航ミサイルの搭載・運用能力は有しておらず、劇中で発射時に描写されたランチャーは艦対艦ミサイル「ハープーン」用のキャニスターである。

## 参照
1. ↑  “Tomorrow Never Dies”. Box Office Mojo.  Internet Movie Database. 2012年4月3日閲覧。
2. ↑  “Tomorrow Never Dies (1997)”. TheNumbers. 2022年8月13日閲覧。
3. ↑  キネマ旬報1999年2月下旬号
4. ↑  “List movies by worldwide gross” (英語).   WorldwideBoxoffice.com. 2009年8月24日閲覧。
5. ↑  トゥモロー・ネバー・ダイのスタッフ・キャスト情報
6. ↑  BBCを英語で読む「ボンド映画の主題歌になれなかった名曲たち」（７）
7. ↑  Bruce Feirstein (2008年1月29日). “Bruce Feirstein: The Tao of Bond-Film Naming”. Vanity Fair 2008年1月31日閲覧。
8. ↑  町山智浩『アメリカ人の半分はニューヨークの場所を知らない』文藝春秋、2008年 p194
9. ↑  演じたカーン・ボンフィルスはベトナム系である
10. ↑  “Dodi had planned to make 'very important' announcement two days after fatal Diana crash” (英語). Mail Online. (2008年3月13日) 2009年6月25日閲覧。
11. ↑  “Di due to see Bond filming” (英語). ザ・サン. (2008年3月13日) 2009年6月22日閲覧。
12. ↑  “007 トゥモロー・ネバー・ダイ（ゴールデン洋画劇場版）”.   ふきカエル大作戦!!. 2022年7月29日閲覧。
13. ↑  “007 トゥモロー・ネバー・ダイ（日曜洋画劇場版）”.   ふきカエル大作戦!!. 2022年7月29日閲覧。
14. ↑  “ジェームズ・ボンド・ウォッチとはどのシーマスター・ウォッチなのでしょうか?”.  オメガ. 2009年8月16日閲覧。
15. ↑  ボンドウォッチプロジェクト
16. ↑  Q Branch at Her Majesty's Secret Servant
17. ↑  James Bond Gadget Watch History at Watchismo Times